# Kuchisake-onna

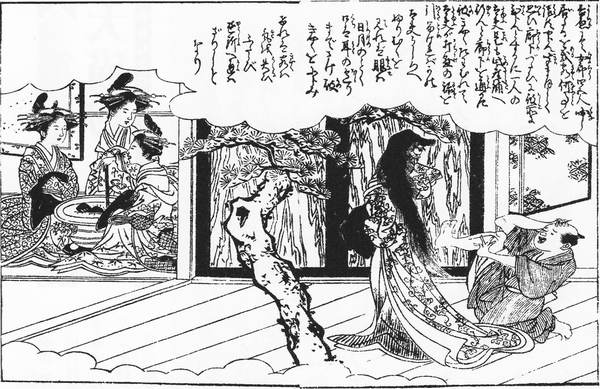
Die Kuchisake-onna aus der Bildergeschichte Yoshiwara no kai-on'na (吉原の怪女).

Die Kuchisake-onna (japanisch 口裂け女; deutsch wörtlich „Frau mit aufgerissenem Mund“, „Aufreißmund-Frau“) ist ein fiktives Wesen des japanischen Volksglaubens, sie wird der Gruppe der Yōkai zugeordnet und gilt als bösartig.
Obwohl verschiedene Überlieferungen um den Mythos dieses Wesens schon länger überliefert zu sein scheinen, ist die Kuchisake-onna heute überwiegend aus modernen urbanen Legenden bekannt. Sie soll sich nachts nahe Rotlichtvierteln und in verlassenen Gassen aufhalten und ahnungslosen Einzelgängern auflauern. Die moderneren Anekdoten um die Kuchisake-onna beschreiben, wie sie ihre Opfer erst in ein perfides Frage-Antwort-Spiel verwickelt und anschließend wahlweise verstümmelt oder tötet. Gerüchte um Begegnungen mit ihr führten in Japan und Südkorea in der Vergangenheit mehrfach zu Hysteriewellen. Sie inspirierten aber auch zahlreiche Horrorfilme und -romane sowie zahlreiche Mangas und Videospiele.

## Beschreibung
Die Kuchisake-onna wird als wunderschöne Frau mit langem, schwarzem Haar beschrieben, die ihr entstelltes Gesicht in älteren Originalfassungen hinter einer Theatermaske oder einem großen japanischen Faltfächer verbirgt. In moderneren vorgeblichen Augenzeugenberichten und Romanerzählungen versteckt sie ihren Mund hinter einer Mund-Nasenschutz-Maske, wie sie in Japan üblich für Erkältete ist. Damit soll sie ihren Opfern nicht immer sofort suspekt erscheinen. In ältesten Überlieferungen kleidet sie sich in einen langen Kimono, in modernen Fassungen soll sie einen langen Regenmantel mit hohem Kragen tragen. Je nach lokaler Version hält sie nun ein großes Küchenmesser, eine spitze Sichel oder eine überdimensionale Schere in der rechten Hand. Diese vom Original stark abweichende Beschreibung dürfte allerdings von modernen, in Japan beliebten Horrorfilmen beeinflusst worden sein.
Die Kuchisake-onna soll gemäß modernen Überlieferungen vor allem nachts umherstreifen und jedem, den sie trifft (bevorzugt lauert sie Kindern und jungen Männern auf), stets dieselbe Frage stellen: „Bin ich schön?“ (わたし、きれい?; Watashi, kirei?). Bejahe dies der Befragte, zeige sie ihr wahres, fürchterlich entstelltes Gesicht und fragt: „Jetzt immer noch?“ (これでもですか?; Kore demo desu ka?). Behalte der Befragte die Nerven und antworte erneut mit „Ja“, zerschneide sie das Gesicht ihres Opfers, damit es genau so „schön“ ist wie ihres. Verneine der Befragte jedoch, würde er von ihr getötet. Versuche man aber zu fliehen, würde sie ihr Opfer verfolgen und das Ganze nachholen. In anderen Varianten wird das Opfer, falls es eine Frau ist, vorgeblich selbst in eine Kuchisake-onna verwandelt. Wenn das Opfer ein Kind sei, schneide es die Kuchisake-onna in zwei Hälften oder verschleppe es in ihr Versteck, um es dort zu Tode zu quälen.
Die Kuchisake-onna soll unnatürlich schnell rennen, beziehungsweise, sogar sich teleportieren können, weshalb es nahezu unmöglich sei, ihr zu entkommen. Beliebten Gerüchten zufolge könne man sie jedoch austricksen, indem man ihr auf die Frage, ob sie schön sei, ausweichend antworte, zum Beispiel mit: „Naja, geht so“, oder: „Durchschnittlich.“ Diese Antwort soll sie verwirren und so verunsichern. Dem Opfer werde dadurch Zeit und Gelegenheit zur Flucht verschafft. Andere Versionen behaupten, die Kuchisake-onna soll, wie viele Dämonen auch, unter einem Zählzwang stehen, und wenn man ihr eine Handvoll Bonbons oder Reiskörner vor die Füße werfe, sei sie so damit beschäftigt, jedes Bonbon oder Korn einzeln aufzulesen, dass sie die Flucht ihres Opfers nicht bemerke.

## Ursprung und Hintergrund
Die Kuchisake-onna wird dem Genre der rachsüchtigen Geisterfrau zugeordnet. Sie fällt damit in dieselbe Kategorie wie andere bekannte Dämonenfrauen, wie zum Beispiel die Kerakera-onna, die Hone-onna und die Taka-onna. Wie auch die drei vorgenannten Wesen gehört die Kuchisake-onna zu jenen weiblichen Yōkai, die vorgeblich besonders Rotlichtviertel heimsuchen sollen. Gerüchte und Anekdoten um rachsüchtige Geisterfrauen erfreuten sich besonders im 18. Jahrhundert während der Edo-Zeit und der Meiji-Zeit in sogenannten Yūkaku (遊廓), lizenzierten und damit legalen Rotlichtvierteln, großer Beliebtheit. Eine frühe Version der Kuchisake-onna war möglicherweise schon zu dieser Zeit bekannt.
Die Legende der Kuchisake-onna könnte unter anderem auf eine Geschichte aus dem 8. Jahrhundert (Heian-Zeit) zurückgehen. Ein wohlhabender Samurai war mit einer unbeschreiblich schönen Frau liiert. Doch die Frau wurde ihrer Schönheit wegen von vielen Freiern umworben und der Samurai wurde ganz krank vor Eifersucht. In einem Streit, bei dem er seine Frau der Untreue bezichtigte, zerschnitt er ihr das Gesicht und fragte sie: „Wer wird dich jetzt noch schön finden?“ Daraufhin wurde die Frau neidisch auf alle schönen Frauen ihrer Gegend und nach ihrem Tod wurde sie zu einem rachsüchtigen und neiderfüllten Yōkai.
In der Geschichtensammlung Ehon Sayoshigure (絵本小夜時雨; Bilderbuch des Nachtregens) des Autors Hayami Shungyōsai aus dem Jahr 1801 (Edo-Zeit) taucht die Bildergeschichte Yoshiwara no kai-on'na (吉原の怪女; „Die Geisterfrau von Yoshiwara“) auf, in der ein junger Mann namens Gonsuke gezwungen war, seinen Heimweg durch einen Platzregen zu nehmen. Zum Glück hatte er einen Regenschirm dabei. Da erblickte er eine Frau, die vom Regen ganz durchnässt schien. Als er ihr anbot, sich bei ihm unterzustellen, drehte sie sich um und ihr Mund riss von einem Ohr zum anderen auf. Gonsuke taumelte vor Schreck, und als er sich wieder fangen konnte und etwas sagen wollte, stellte er fest, dass er keine Zähne mehr hatte. Auch seine Stimme schien verschwunden zu sein und bis zu seinem Tode sprach er kein einziges Wort mehr. Eine zweite Geschichte erzählt von einem jungen Mann namens Tayū, der in einem Yūkaku-Rotlichtviertel einer vermeintlich besonders schönen Frau lustvoll nachsteigt, bis sie sich umdreht und auch ihr Mund von einem Ohr zum anderen aufreißt und sie hämisch lacht. Tayū wird vor Schreck ohnmächtig, und als er wieder zu sich kommt, ist er um Jahre gealtert und er schwört sich, nie wieder ein Bordell aufsuchen zu wollen. Offenbar dienten beide Geschichten nicht nur der Unterhaltung, sondern auch als Moralpredigt an junge Männer, besonders schönen Damen nicht grund- und gedankenlos nachzusteigen.
Eine modernere, stark abweichende Fassung zur vermutlichen Ursprungslegende erzählt von einer unsäglich eitlen Frau, die sich einer plastischen Gesichtschirurgie unterzog, um schöner zu sein als alle anderen Frauen. Doch bei der Operation kam es zu einem Unfall, durch den ihr Gesicht entstellt wurde. Auch sie wurde daraufhin neidisch auf schöne Frauen und ihr verdorbener Geist wurde zu einem bösartigen Yōkai. Diese Variante erfreut sich besonders in Südkorea großer Beliebtheit und führte im Jahr 2004 zu einer ähnlichen Hysteriewelle wie 1979 in Japan. In Südkorea soll die Kuchisake-onna allerdings eine rote Maske tragen. Eine ähnliche Geschichte stammt aus der Präfektur Kanagawa. Sie handelt von drei Schwestern, von denen die älteste unsäglich eitel war und sich deshalb einer Schönheitsoperation unterzog. Durch ein Missgeschick wurde ihr Gesicht entstellt. Die zweitälteste Schwester war unerträglich vorlaut und bei einem bizarren Verkehrsunfall wurde ihr Mund zerrissen. Die Jüngste aber wurde wahnsinnig und zerschnitt sich selbst ihren Mund, sie wurde daraufhin in eine Anstalt eingewiesen. Sie soll jedoch entkommen sein und nun nachts durch die Straßen ziehen. Sie soll es auch sein, die ganz versessen auf bestimmte Bonbons ist, die man ihr vor die Füße werfen soll.

## Die Figur der Kuchisake-onna in der modernen Subkultur
Bei der heute bekannten Version der Kuchisake-onna handelt es sich strenggenommen um eine Großstadtlegende, ganz ähnlich wie jene um Hanako, den Toilettengeist, und den Kunekune. Erste erfassbare Berichte über ihr angebliches Erscheinen stammen aus den späten 1970er Jahren. Erst zu dieser Zeit erhielt das Wesen seinen heute gültigen Namen und ihr wurde das so vertraute, perfide Frage-Antwort-Spiel angedichtet. Nun kamen vor allem an Hochschulen und Universitäten Gerüchte um Begegnungen mit der Kuchisake-onna auf und wurden so populär, dass sie im Dezember 1978 in der Präfektur Gifu zu einer Hysteriewelle führten. Bis Juni 1979 hatte sich die Legende um die Kuchisake-onna wie ein Lauffeuer über ganz Japan verbreitet, selbst auf Hokkaido und Okinawa wollten Schüler ihr begegnet sein. Gerüchte und vorgebliche Augenzeugenberichte wurden dabei überwiegend im Stille-Post-Prinzip weitererzählt, sodass Behörden und sogar die Presse größte Mühen hatten, den Ursprung der Gerüchte zurückzuverfolgen. Schüler und Studenten aller Altersklassen gingen nur noch in Gruppen und es wurden Flugblätter verteilt, auf denen Verhaltensregeln und Tipps standen, wie man bei vorgeblichen Sichtungen die Ruhe bewahren könne. Der überraschende Erfolg um die Bekanntheit der Kuchisake-onna dürfte vor allem auf die modernen Medien zurückzuführen sein, die das Thema und die Gerüchte um den Yokai begierig aufgriffen, thematisierten und verbreiteten. In den 1980er Jahren gab es kaum einen Nachrichten- und Dokumentationssender und kaum eine Zeitschrift, die nicht über die Kuchisake-onna berichteten. Selbst nachdem die Hysteriewelle im Frühjahr 1980 zum Erliegen gekommen war, blieb die Kuchisake-onna weiterhin in aller Munde.
Folkloristen wie Seki Keigo, Miyoko Matsutani und Michael Dylan Foster vermuten hinter der Legende der Kuchisake-onna eine Vermischung und Neu-Interpretation bereits bekannter Dämonenfrauen wie der Yamauba und der Ubume. Beide Wesen werden als Kinder entführende Hexen dargestellt, die einsam umherstreunenden Kindern auflauern sollen. Dabei würden zwei vertraute soziale und gesellschaftliche Motive zutagetreten: zum einen der Wunsch nach Rückkehr zu alten Traditionen und Werten, besonders in ländlichen Gegenden. Dieser Wunsch drücke zugleich eine gewisse Nostalgie aus. Weibliche Yōkai sind außerdem in der ländlichen Folklore seit Jahrhunderten vertreten, der Glaube an sie und die Furcht vor ihnen sei daher tief, über die Generationen hinweg im Gedächtnis der Menschen verankert. „Moderne Yōkai“ wie zum Beispiel der Kunekune oder eben die Kuchisake-onna seien daher als eine Art Mischung aus Nachklang und Neuauflage altbekannter Yōkai zu verstehen. Zum anderen seien erzieherische Werte und Moralbewusstsein leitende Motive. Da die Legende der Kuchisake-onna fast ausschließlich von Kindern und Jugendlichen aufrechterhalten und popularisiert wird, sei anzunehmen, dass die Kuchisake-onna verschiedene Urängste der Neuzeit repräsentiere. Dazu zählen unter anderem die Angst vor maskierten Fremden, aber auch die Angst vor der eigenen Mutter. Letzteres stehe womöglich mit dem wachsenden sozialen und schulischen Druck der japanischen Gesellschaft in Zusammenhang: Japanische Mütter setzten ihre Kinder massiv unter Druck und entfremdeten sich von ihnen. Dieses Gesellschaftsproblem komme auch in modernen Kuchisake-onna-Filmen zum Tragen.
Gemäß den Folkoristen Noburo Miyata und Gail de Vos weisen viele Horrorfilme, welche die Kuchisake-onna zum Thema haben, ein klassisches Schema auf, das offenbar eigens für die Figur dieser Dämonin konzipiert wurde und das offensichtlich auf bereits erwähnte Ur- und Gesellschaftsängste zurückgreift: das Schema der gestörten Mutter-Kind-Beziehung. Dabei fokussiert sich die Hintergrundgeschichte der Filme auf die Repräsentation der Kuchisake-onna als eine groteske Form der Über-Mutter („Helikopter-Mutter“), die nicht von ihrem Kind ablassen kann (und will) und Distanzierung und/oder Zurückweisung mit Gewalt ahndet. Alternativ wird die Kuchisake-onna als der Geist einer verstörten und verzweifelten Mutter dargestellt, die ihr Kind verloren hat. Da die Kuchisake-onna ihren Opfern hier selbst keinen physischen Schaden zufügen kann, ergreift sie Besitz von anderen Müttern und lässt diese ihre Kinder angreifen. Dies stehe gemäß Miyata und de Vos in starkem Kontrast zum ursprünglichen Wesen der Kuchisake-onna, die lediglich aus gekränkter Eitelkeit und Neid um ihre verlorene Schönheit heraus agiert und deren Motive recht oberflächlich und egoistisch sind.
Die Furcht vor der Kuchisake-onna als Kinder entführende „Monster-Mutter“ schlägt sich auch in den zahllosen Erwähnungen von ihr in unterschiedlichsten Medien nieder. Ob in Mangas, Fernsehserien oder in einschlägigen Gruselfilmen, ihr Name taucht immer wieder auf und verbreitet Furcht und Schrecken. So wird sie zum Beispiel in dem bekannten Kinohit Ringu von Hideo Nakata aus dem Jahr 1998 und in Pom Poko von Isao Takahata aus dem Jahr 1994 erwähnt. Die Figur der Kuchisake-onna inspirierte auch zahlreiche Horrorfilm-Produzenten und fand Eingang in eigens ihr gewidmete Filme wie Sweet Home von Kiyoshi Kurosawa und Jūzō Itami aus dem Jahr 1989. Dieser Film erzählt von fünf Abenteurern, die ein von Yokai besetztes Herrenhaus betreten und in Gefahr geraten. Aus dem Jahr 1996 stammt der Kurzfilm Kuchisake-onna von Teruyoshi Ishii, in dem eine narzisstische und eitle Frau Opfer eines Missgeschicks während einer Schönheitsoperation wird. Bekannt ist auch Kuchisake-onna (engl. Carved: The Slit-Mouthed Woman) von Kōji Shiraishi aus dem Jahr 2007. Dieser Film erfuhr überwiegend positive Kritiken und erzählt von einer jungen Lehrerin, die sich auf die Suche nach vermissten Kindern macht und schließlich der Kuchisake-onna begegnet. Im Jahr 2008 folgte ein Fortsetzung unter dem Namen Carved 2: The Scissors Massacre (alternativer Titel: Kuchisake-onna 2) und wenig später wurde The Slit-Mouthed Woman 0: The Beginning veröffentlicht.
Die Kuchisake-onna erscheint auch als Antagonistin in Computerspielen, so zum Beispiel in dem Horrorspiel Kuchisake Onna von 2018. Darin steuert der Spieler einen an Amnesie leidenden Charakter, der in einer ihm fremden Umgebung von der Kuchisake-onna verfolgt wird.
Im Horror-Roman The Horror of Kuchisake-Onna der Autorin Arabella Wyatt wird der Ehemann der jungen Protagonistin Jo Cartwright von der Kuchisake-onna bedroht.